# Одаховські (герб)
Одаховські (пол. Odachowski) – шляхетський герб, різновид герба Наленч.

## Опис герба
В червоному полі срібна пов'язка вузлом до низу.
Клейнод: гербовий знак на п'яти пір'їнах страуса.
Намет: червоний, підбитий сріблом.

## Найбільш ранні згадки
Вперше герб з'явився в Гербовнику лицарства Великого Князівства Литовського Альберта Віюк-Каяловича. Отримали право на герб родина із Одахова на Жемайтії, яка походила від сім'ї Желінських, у XVI столітті.

## Власники
Одаховські (Odachowski), Желінські ( Zieliński).